# Премия «Золотой глобус» за лучшую мужскую роль в мини-сериале или телефильме
Премия «Золотой глобус» за лучшую мужскую роль в мини-сериале или телефильме вручается Голливудской ассоциацией иностранной прессы с 1982 года за роли в фильмах, вышедших на экран в год, предшествующий премии. Официальное название категории звучит как «Лучшая игра актёра в мини-сериале или телефильме». Ниже приведён полный список победителей и номинантов.  Имена победителей выделены отдельным цветом. 

## 1982—1990
| Год  | Церемония | Фотографии лауреатов                                                             | Лауреаты и номинанты                                                         | Лауреаты и номинанты                                                         |
| ---- | --------- | -------------------------------------------------------------------------------- | ---------------------------------------------------------------------------- | ---------------------------------------------------------------------------- |
| 1982 | 39-я      |                                                                                  | • Микки Руни — «Билл» за роль Билла Сактера                                  | • Микки Руни — «Билл» за роль Билла Сактера                                  |
| 1982 | 39-я      | • Питер О’Тул — «Масада» за роль Люция Флавия Силвы                              |                                                                              |                                                                              |
| 1982 | 39-я      | • Питер Штраусс — «Масада» за роль Елиазара бен Яра                              |                                                                              |                                                                              |
| 1982 | 39-я      | • Дэнни Кей — «Скоки» за роль Макса Фелдмана                                     |                                                                              |                                                                              |
| 1982 | 39-я      | • Тимоти Хаттон — «Долгий путь домой» за роль Дональда Бранча                    |                                                                              |                                                                              |
| 1982 | 39-я      | • Дирк Богард — «История Патриции Нил» за роль Роалда Дала                       |                                                                              |                                                                              |
| 1982 | 39-я      | • Рэй Шарки — «Испытание Билла Карни» за роль Билла Карни                        |                                                                              |                                                                              |
| 1983 | 40-я      |                                                                                  | • Энтони Эндрюс — «Возвращение в Брайдсхед» за роль Себастьяна Флайта        | • Энтони Эндрюс — «Возвращение в Брайдсхед» за роль Себастьяна Флайта        |
| 1983 | 40-я      | • Робби Бенсон — «Двое в своём роде» за роль Ноэля Майнора                       |                                                                              |                                                                              |
| 1983 | 40-я      | • Филип Энглим — «Человек-слон» за роль Джозефа Меррика                          |                                                                              |                                                                              |
| 1983 | 40-я      | • Джереми Айронс — «Возвращение в Брайдсхед» за роль Чарльза Райдера             |                                                                              |                                                                              |
| 1983 | 40-я      | • Сэм Уотерстон — «Оппенгеймер» за роль Роберта Оппенгеймера                     |                                                                              |                                                                              |
| 1984 | 41-я      |                                                                                  | • Ричард Чемберлен — «Поющие в терновнике» за роль Ральфа Де Брикассара      | • Ричард Чемберлен — «Поющие в терновнике» за роль Ральфа Де Брикассара      |
| 1984 | 41-я      | • Мартин Шин — «Кеннеди» за роль Джона Кеннеди                                   |                                                                              |                                                                              |
| 1984 | 41-я      | • Питер Штраусс — «Стальное сердце» за роль Эмори                                |                                                                              |                                                                              |
| 1984 | 41-я      | • Роберт Блейк — «Кровная вражда» за роль Джимми Хоффы                           |                                                                              |                                                                              |
| 1984 | 41-я      | • Луис Госсетт-младший — «Садат» за роль Анвара Садата                           |                                                                              |                                                                              |
| 1985 | 42-я      |                                                                                  | • Тед Дэнсон — «Кое-что об Амелии» за роль Стивена Беннетта                  | • Тед Дэнсон — «Кое-что об Амелии» за роль Стивена Беннетта                  |
| 1985 | 42-я      | • Джейсон Робардс — «Сахаров» за роль Андрея Сахарова                            |                                                                              |                                                                              |
| 1985 | 42-я      | • Сэм Нилл — «Рейли: Король шпионов» за роль Сиднея Рейли                        |                                                                              |                                                                              |
| 1985 | 42-я      | • Джеймс Гарнер — «Звуки сердца» за роль Гарольда Лира                           |                                                                              |                                                                              |
| 1985 | 42-я      | • Трит Уильямс — «Трамвай „Желание“» за роль Стэнли Ковальски                    |                                                                              |                                                                              |
| 1986 | 43-я      |                                                                                  | • Дастин Хоффман — «Смерть коммивояжёра» за роль Уилли Ломана                | • Дастин Хоффман — «Смерть коммивояжёра» за роль Уилли Ломана                |
| 1986 | 43-я      | • Кирк Дуглас — «Эймос» за роль Эймоса Лашера                                    |                                                                              |                                                                              |
| 1986 | 43-я      | • Питер Штраусс — «Каин и Авель» за роль Эйбла Росновски                         |                                                                              |                                                                              |
| 1986 | 43-я      | • Ричард Кренна — «Дело Ричарда Бека» за роль Ричарда Бека                       |                                                                              |                                                                              |
| 1986 | 43-я      | • Ричард Чемберлен — «Рауль Валленберг: Забытый герой» за роль Рауля Валленберга |                                                                              |                                                                              |
| 1987 | 44-я      |                                                                                  | • Джеймс Вудс — «Обещание» за роль Ди Джея Бёлера                            | • Джеймс Вудс — «Обещание» за роль Ди Джея Бёлера                            |
| 1987 | 44-я      | • Джеймс Гарнер — «Обещание» за роль Боба Бёлера                                 |                                                                              |                                                                              |
| 1987 | 44-я      | • Марк Хэрмон — «Осторожный незнакомец» за роль Банди                            |                                                                              |                                                                              |
| 1987 | 44-я      | • Ян Никлас — «Пётр Великий» за роль Петра Великого                              |                                                                              |                                                                              |
| 1987 | 44-я      | • Джон Риттер — «Неестественные причины» за роль Фрэнка Коулмана                 |                                                                              |                                                                              |
| 1988 | 45-я      |                                                                                  | • Рэнди Куэйд — «Линдон Бэйнс Джонсон: Ранние годы» за роль Линдона Джонсона | • Рэнди Куэйд — «Линдон Бэйнс Джонсон: Ранние годы» за роль Линдона Джонсона |
| 1988 | 45-я      | • Джеймс Вудс — «В войне и в любви» за роль Джеймса Стокдейла                    |                                                                              |                                                                              |
| 1988 | 45-я      | • Алан Аркин — «Побег из Собибора» за роль Леона Фелдхендлера                    |                                                                              |                                                                              |
| 1988 | 45-я      | • Джадд Нельсон — «Клуб миллиардеров» за роль Джо Ханта                          |                                                                              |                                                                              |
| 1988 | 45-я      | • Марк Хэрмон — «После обещания» за роль Элмера Джексона                         |                                                                              |                                                                              |
| 1988 | 45-я      | • Джек Леммон — «Долгий день уходит в ночь» за роль Джеймса Тайрона              |                                                                              |                                                                              |
| 1989 | 46-я      |                                                                                  | • Майкл Кейн — «Джек-потрошитель» за роль инспектора Фредерика Абберлайна    |                                                                              |
| 1989 | 46-я      | • Стейси Кич — «Хемингуэй» за роль Эрнеста Хемингуэя                             |                                                                              |                                                                              |
| 1989 | 46-я      | • Энтони Хопкинс — «Десятый человек» за роль Жана Луи Шавеля                     |                                                                              |                                                                              |
| 1989 | 46-я      | • Джек Леммон — «Убийство Мэри Фэган» за роль Джона Слэйтона                     |                                                                              |                                                                              |
| 1989 | 46-я      | • Ричард Чемберлен — «Идентификация Борна» за роль Джейсона Борна                |                                                                              |                                                                              |
| 1990 | 47-я      |                                                                                  | • Роберт Дюваль — «Одинокий голубь» за роль капитана Огастеса Маккрэя        | • Роберт Дюваль — «Одинокий голубь» за роль капитана Огастеса Маккрэя        |
| 1990 | 47-я      | • Джон Гилгуд — «Война и воспоминание» за роль Эрона Джестроу                    |                                                                              |                                                                              |
| 1990 | 47-я      | • Лейн Смит — «Последние дни» за роль Ричарда Никсона                            |                                                                              |                                                                              |
| 1990 | 47-я      | • Джеймс Вудс — «Меня зовут Билл В.» за роль Билла Уилсона                       |                                                                              |                                                                              |
| 1990 | 47-я      | • Бен Кингсли — «История Симона Визенталя» за роль Симона Визенталя              |                                                                              |                                                                              |

## 1991—2000
| Год  | Церемония | Фотографии лауреатов                                                                 | Лауреаты и номинанты                                              |
| ---- | --------- | ------------------------------------------------------------------------------------ | ----------------------------------------------------------------- |
| 1991 | 48-я      |                                                                                      | • Джеймс Гарнер — «День поминовения» за роль Альберта Сидни Финча |
| 1991 | 48-я      | • Рик Шродер — «Чужая жизнь» за роль Марка                                           |                                                                   |
| 1991 | 48-я      | • Стивен Бауэр — «Нарковойны» за роль Энрике Камарены                                |                                                                   |
| 1991 | 48-я      | • Том Халс — «Убийство в Миссисипи» за роль Микки Швернера                           |                                                                   |
| 1991 | 48-я      | • Берт Ланкастер — «Призрак оперы» за роль Жерара Карье                              |                                                                   |
| 1991 | 48-я      | • Майкл Кейн — «Джекилл и Хайд» за роль доктора Генри Джекилла/мистера Эдварда Хайда |                                                                   |
| 1992 | 49-я      |                                                                                      | • Бо Бриджес — «Без предупреждения» за роль Джеймса Брэди         |
| 1992 | 49-я      | • Сэм Нилл — «Один против ветра» за роль майора Джеймса Леггатта                     |                                                                   |
| 1992 | 49-я      | • Сэм Эллиотт — «Конагер» за роль Конна Конагера                                     |                                                                   |
| 1992 | 49-я      | • Сидни Пуатье — «Разделённые, но равные» за роль Тёргуда Маршалла                   |                                                                   |
| 1992 | 49-я      | • Питер Фальк — «Коломбо: Убийство рок-звезды» за роль лейтенанта Коломбо            |                                                                   |
| 1993 | 50-я      |                                                                                      | • Роберт Дюваль — «Сталин» за роль Иосифа Сталина                 |
| 1993 | 50-я      | • Джеймс Вудс — «Гражданин Кон» за роль Роя Кона                                     |                                                                   |
| 1993 | 50-я      | • Джон Войт — «Последний из племени» за роль профессора Альберта Кроубера            |                                                                   |
| 1993 | 50-я      | • Филип Краснофф — «Синатра» за роль Фрэнка Синатры                                  |                                                                   |
| 1993 | 50-я      | • Энтони Эндрюс — «Драгоценности» за роль Уильяма Уитфилда                           |                                                                   |
| 1994 | 51-я      |                                                                                      | • Джеймс Гарнер — «Варвары у ворот» за роль Ф. Росса Джонсона     |
| 1994 | 51-я      | • Джек Леммон — «Жизнь в театре» за роль Роберта                                     |                                                                   |
| 1994 | 51-я      | • Мэттью Модайн — «Затянувшаяся музыка» за роль Дона Фрэнсиса                        |                                                                   |
| 1994 | 51-я      | • Питер Фальк — «Коломбо: Всё поставлено на карту» за роль лейтенанта Коломбо        |                                                                   |
| 1994 | 51-я      | • Питер Штраусс — «Человек не должен говорить» за роль Эда Макэффри                  |                                                                   |
| 1995 | 52-я      |                                                                                      | • Рауль Хулия — «Огненный сезон» за роль Чико Мендеса             |
| 1995 | 52-я      | • Алан Алда — «Белая миля» за роль Дэна Катлера                                      |                                                                   |
| 1995 | 52-я      | • Джеймс Гарнер — «Уроки дыхания» за роль Айры Морана                                |                                                                   |
| 1995 | 52-я      | • Рутгер Хауэр — «Фатерлянд» за роль Ксавьера Марча                                  |                                                                   |
| 1995 | 52-я      | • Сэмюэл Л. Джексон — «Спиной к стене» за роль Джамала                               |                                                                   |
| 1996 | 53-я      |                                                                                      | • Гэри Синиз — «Трумэн» за роль Гарри Трумэна                     |
| 1996 | 53-я      | • Алек Болдуин — «Трамвай „Желание“» за роль Стэнли Ковальски                        |                                                                   |
| 1996 | 53-я      | • Чарльз С. Даттон — «Уроки фортепиано» за роль Боя Уилли                            |                                                                   |
| 1996 | 53-я      | • Лоренс Фишберн — «Пилоты из Таскиги» за роль Ганнибала Ли-младшего                 |                                                                   |
| 1996 | 53-я      | • Джеймс Вудс — «Обвинительный акт: Суд над Макмартинами» за роль Дэнни Дэвиса       |                                                                   |
| 1997 | 54-я      |                                                                                      | • Алан Рикман — «Распутин» за роль Григория Распутина             |
| 1997 | 54-я      | • Бо Бриджес — «Теряя Чейз» за роль Ричарда Филлипса                                 |                                                                   |
| 1997 | 54-я      | • Арманд Ассанте — «Готти» за роль Джона Готти                                       |                                                                   |
| 1997 | 54-я      | • Джеймс Вудс — «Дело Бена Тайлера» за роль Темпла Рейбёрна                          |                                                                   |
| 1997 | 54-я      | • Стивен Ри — «Преступление века» за роль Бруно Рихарда Гауптманна                   |                                                                   |
| 1998 | 55-я      |                                                                                      | • Винг Рэймс — «Дон Кинг: Только в Америке» за роль Дона Кинга    |
| 1998 | 55-я      | • Арманд Ассанте — «Одиссея» за роль Одиссея                                         |                                                                   |
| 1998 | 55-я      | • Гэри Синиз — «Джордж Уоллес» за роль Джорджа Уоллеса                               |                                                                   |
| 1998 | 55-я      | • Джек Леммон — «12 разгневанных мужчин» за роль присяжного № 8                      |                                                                   |
| 1998 | 55-я      | • Мэттью Модайн — «Что слышал глухой человек» за роль Сэмми Эйрса                    |                                                                   |
| 1999 | 56-я      |                                                                                      | • Стэнли Туччи — «Крёстный отец эфира» за роль Уолтера Уинчелла   |
| 1999 | 56-я      | • Питер Фонда — «Буря» за роль Просперо                                              |                                                                   |
| 1999 | 56-я      | • Сэм Нилл — «Великий Мерлин» за роль Мерлина                                        |                                                                   |
| 1999 | 56-я      | • Патрик Стюарт — «Моби Дик» за роль капитана Ахава                                  |                                                                   |
| 1999 | 56-я      | • Кристофер Рив — «Окно во двор» за роль Джейсона Кемпа                              |                                                                   |
| 1999 | 56-я      | • Билл Пэкстон — «Блистательная ложь» за роль Джона Пола Ванна                       |                                                                   |
| 2000 | 57-я      |                                                                                      | • Джек Леммон — «Пожнёшь бурю» за роль Генри Драммонда            |
| 2000 | 57-я      | • Джек Леммон — «Вторники с Морри» за роль Морри Шварца                              |                                                                   |
| 2000 | 57-я      | • Сэм Шепард — «Дэш и Лилли» за роль Дэшилла Хэммета                                 |                                                                   |
| 2000 | 57-я      | • Лев Шрайбер — «Проект 281» за роль Орсона Уэллса                                   |                                                                   |
| 2000 | 57-я      | • Том Сайзмор — «Защита свидетелей» за роль Бобби Баттона                            |                                                                   |

## 2001—2010
| Год  | Церемония | Фотографии лауреатов                                                                               | Лауреаты и номинанты                                                     |
| ---- | --------- | -------------------------------------------------------------------------------------------------- | ------------------------------------------------------------------------ |
| 2001 | 58-я      | | • Брайан Деннехи — «Смерть коммивояжёра» за роль Уилли Ломана            |
| 2001 | 58-я      | • Алек Болдуин — «Нюрнберг» за роль Роберта Джексона                                               |                                                                          |
| 2001 | 58-я      | • Брайан Кокс — «Нюрнберг» за роль Германа Геринга                                                 |                                                                          |
| 2001 | 58-я      | • Джеймс Вудс — «Грязные снимки» за роль Денниса Барри                                             |                                                                          |
| 2001 | 58-я      | • Энди Гарсиа — «Во имя любви или страны: История жизни Артуро Сандовала» за роль Артуро Сандовала |                                                                          |
| 2002 | 59-я      | | • Джеймс Франко — «Джеймс Дин» за роль Джеймса Дина                      |
| 2002 | 59-я      | • Барри Пеппер — «61*» за роль Роджера Мариса                                                      |                                                                          |
| 2002 | 59-я      | • Бен Кингсли — «Анна Франк» за роль Отто Франка                                                   |                                                                          |
| 2002 | 59-я      | • Кеннет Брана — «Заговор» за роль Рейнхарда Гейдриха                                              |                                                                          |
| 2002 | 59-я      | • Дэмиэн Льюис — «Братья по оружию» за роль Ричарда Уинтерса                                       |                                                                          |
| 2003 | 60-я      | | • Альберт Финни — «Черчилль» за роль Уинстона Черчилля                   |
| 2003 | 60-я      | • Уильям Мэйси — «Дверь в дверь» за роль Билла Портера                                             |                                                                          |
| 2003 | 60-я      | • Майкл Гэмбон — «Путь к войне» за роль Линдона Джонсона                                           |                                                                          |
| 2003 | 60-я      | • Лайнус Роуч — «Р. Ф. К.» за роль Роберта Кеннеди                                                 |                                                                          |
| 2003 | 60-я      | • Майкл Китон — «Прямой эфир из Багдада» за роль Роберта Вьинера                                   |                                                                          |
| 2004 | 61-я      | | • Аль Пачино — «Ангелы в Америке» за роль Роя Кона                       |
| 2004 | 61-я      | • Джеймс Бролин — «Рейганы» за роль Рональда Рейгана                                               |                                                                          |
| 2004 | 61-я      | • Том Уилкинсон — «Нормальный» за роль Роя Эпплвуда                                                |                                                                          |
| 2004 | 61-я      | • Антонио Бандерас — «Панчо Вилья» за роль Панчо Вильи                                             |                                                                          |
| 2004 | 61-я      | • Трой Гэрити — «Солдатская девушка» за роль Барри Уинчелла                                        |                                                                          |
| 2005 | 62-я      | | • Джеффри Раш — «Жизнь и смерть Питера Селлерса» за роль Питера Селлерса |
| 2005 | 62-я      | • Уильям Мэйси — «Джиго» за роль Джиго                                                             |                                                                          |
| 2005 | 62-я      | • Мос Деф — «Творение Господне» за роль Вивьена Томаса                                             |                                                                          |
| 2005 | 62-я      | • Джейми Фокс — «Искупление» за роль Стэнли Уильямса                                               |                                                                          |
| 2005 | 62-я      | • Патрик Стюарт — «Лев зимой» за роль Генриха II Плантагенета                                      |                                                                          |
| 2006 | 63-я      | | • Джонатан Рис-Майерс — «Элвис. Ранние годы» за роль Элвиса Пресли       |
| 2006 | 63-я      | • Эд Харрис — «Падение империи» за роль Майлза Роуби                                               |                                                                          |
| 2006 | 63-я      | • Билл Найи — «Девушка из кафе» за роль Лоуренса                                                   |                                                                          |
| 2006 | 63-я      | • Дональд Сазерленд — «Живой товар» за роль Билла Миана                                            |                                                                          |
| 2006 | 63-я      | • Кеннет Брана — «Тёплые источники» за роль Франклина Рузвельта                                    |                                                                          |
| 2007 | 64-я      | | • Билл Найи — «Дочь Гидеона» за роль Гидеона Уорнера                     |
| 2007 | 64-я      | • Роберт Дюваль — «Прерванный путь» за роль Прентиса Риттера                                       |                                                                          |
| 2007 | 64-я      | • Бен Кингсли — «Миссис Харрис» за роль Германа Тарноунера                                         |                                                                          |
| 2007 | 64-я      | • Андре Брауэр — «Вор» за роль Ника Этвотера                                                       |                                                                          |
| 2007 | 64-я      | • Майкл Или — «Узнай врага» за роль Дарвина аль-Саида                                              |                                                                          |
| 2007 | 64-я      | • Чиветел Эджиофор — «Цунами» за роль Иэна Картера                                                 |                                                                          |
| 2007 | 64-я      | • Мэттью Перри — «История Рона Кларка» за роль Рона Кларка                                         |                                                                          |
| 2008 | 65-я      | | • Джим Бродбент — «Лонгфорд» за роль лорда Лонгфорда                     |
| 2008 | 65-я      | • Джейсон Айзекс — «Состояние внутри» за роль Марка Брайдона                                       |                                                                          |
| 2008 | 65-я      | • Адам Бич — «Схороните моё сердце в Вундед-Ни» за роль Чарльза Истмена                            |                                                                          |
| 2008 | 65-я      | • Эрнест Боргнайн — «Дедушка на Рождество» за роль Берта О’Райли                                   |                                                                          |
| 2008 | 65-я      | • Джеймс Несбитт — «Джекилл» за роль Тома Джекмана/мистера Хайда                                   |                                                                          |
| 2009 | 66-я      | | • Пол Джаматти — «Джон Адамс» за роль Джона Адамса                       |
| 2009 | 66-я      | • Кифер Сазерленд — «24 часа: Искупление» за роль Джека Бауэра                                     |                                                                          |
| 2009 | 66-я      | • Кевин Спейси — «Пересчёт» за роль Рона Клейна                                                    |                                                                          |
| 2009 | 66-я      | • Том Уилкинсон — «Пересчёт» за роль Джеймса Бейкера                                               |                                                                          |
| 2009 | 66-я      | • Рэйф Файнс — «Бернард и Дорис» за роль Бернарда Лафферти                                         |                                                                          |
| 2010 | 67-я      | | • Кевин Бэйкон — «Забирая Чэнса» за роль Майкла Стробла                  |
| 2010 | 67-я      | • Джереми Айронс — «Джорджия О’Кифф» за роль Альфреда Стиглица                                     |                                                                          |
| 2010 | 67-я      | • Кеннет Брана — «Валландер» за роль Курта Валландера                                              |                                                                          |
| 2010 | 67-я      | • Брендан Глисон — «Навстречу шторму» за роль Уинстона Черчилля                                    |                                                                          |
| 2010 | 67-я      | • Чиветел Эджиофор — «Конец игры» за роль Табо Мбеки                                               |                                                                          |

## 2011—2020
| Год  | Церемония | Фотографии лауреатов                                                                                         | Лауреаты и номинанты                                                                                  |
| ---- | --------- | --- | --- |
| 2011 | 68-я      | | • Аль Пачино — «Вы не знаете Джека» за роль Джека Кеворкяна                                           |
| 2011 | 68-я      | • Деннис Куэйд — «Особые отношения» за роль Билла Клинтона                                                   | |
| 2011 | 68-я      | • Иэн Макшейн — «Столпы Земли» за роль Уолерана Бигода                                                       | |
| 2011 | 68-я      | • Эдгар Рамирес — «Карлос» за роль Карлоса Шакала                                                            | |
| 2011 | 68-я      | • Идрис Эльба — «Лютер» за роль Джона Лютера                                                                 | |
| 2012 | 69-я      | | • Идрис Эльба — «Лютер» за роль Джона Лютера                                                          |
| 2012 | 69-я      | • Хью Бонневилль — «Аббатство Даунтон» за роль Роберта Кроули, графа Грэнтэма                                | |
| 2012 | 69-я      | • Билл Найи — «Страница 8» за роль Джонни Уоррикера                                                          | |
| 2012 | 69-я      | • Доминик Уэст — «Час» за роль Гектора Мэддена                                                               | |
| 2012 | 69-я      | • Уильям Хёрт — «Крах неприемлем: спасая Уолл-стрит» за роль Генри Полсона                                   | |
| 2013 | 70-я      | | • Кевин Костнер — «Хэтфилды и Маккои» за роль Энса «Дьявола» Хэтфилда                                 |
| 2013 | 70-я      | • Тоби Джонс — «Девушка» за роль Альфреда Хичкока                                                            | |
| 2013 | 70-я      | • Бенедикт Камбербэтч — «Шерлок» за роль Шерлока Холмса                                                      | |
| 2013 | 70-я      | • Клайв Оуэн — «Хемингуэй и Геллхорн» за роль Эрнеста Хемингуэя                                              | |
| 2013 | 70-я      | • Вуди Харрельсон — «Игра изменилась» за роль Стива Шмидта                                                   | |
| 2014 | 71-я      | | • Майкл Дуглас — «За канделябрами» за роль Либераче                                                   |
| 2014 | 71-я      | • Мэтт Деймон — «За канделябрами» за роль Скотта Торсона                                                     | |
| 2014 | 71-я      | • Аль Пачино — «Фил Спектор» за роль Фила Спектора                                                           | |
| 2014 | 71-я      | • Чиветел Эджиофор — «Танцы на грани» за роль Луи Лестера                                                    | |
| 2014 | 71-я      | • Идрис Эльба — «Лютер» за роль Джона Лютера                                                                 | |
| 2015 | 72-я      | | • Билли Боб Торнтон — «Фарго» за роль Лорна Малво                                                     |
| 2015 | 72-я      | • Мэттью Макконахи — «Настоящий детектив» за роль детектива Растина «Раста» Коула                            | |
| 2015 | 72-я      | • Марк Руффало — «Обычное сердце» за роль Александра «Нэда» Уикса                                            | |
| 2015 | 72-я      | • Мартин Фримен — «Фарго» за роль Лестера Найгаарда                                                          | |
| 2015 | 72-я      | • Вуди Харрельсон — «Настоящий детектив» за роль детектива Мартина «Марти» Харта                             | |
| 2016 | 73-я      | | • Оскар Айзек — «Покажите мне героя» за роль Ника Васиско                                             |
| 2016 | 73-я      | • Дэвид Ойелоуо — «Соловей» за роль Питера Сноудена                                                          | |
| 2016 | 73-я      | • Марк Райлэнс — «Волчий зал» за роль Томаса Кромвеля                                                        | |
| 2016 | 73-я      | • Патрик Уилсон — «Фарго» за роль Лу Солверсона                                                              | |
| 2016 | 73-я      | • Идрис Эльба — «Лютер» за роль Джона Лютера                                                                 | |
| 2017 | 74-я      | | • Том Хиддлстон — «Ночной администратор» за роль Джонатана Пайна                                      |
| 2017 | 74-я      | • Риз Ахмед — «Однажды ночью» за роль Насира «Наза» Хана                                                     | |
| 2017 | 74-я      | • Кортни Б. Вэнс — «Американская история преступлений: Народ против О. Джея Симпсона» за роль Джонни Кокрана | |
| 2017 | 74-я      | • Брайан Крэнстон — «До самого конца» за роль Линдона Джонсона                                               | |
| 2017 | 74-я      | • Джон Туртурро — «Однажды ночью» за роль Джона Стоуна                                                       | |
| 2018 | 75-я      | | • Юэн Макгрегор — «Фарго» за роли Эммита Стасси и Рэя Стасси                                          |
| 2018 | 75-я      | • Роберт Де Ниро — «Лжец, Великий и Ужасный» за роль Бернарда Мейдоффа                                       | |
| 2018 | 75-я      | • Джуд Лоу — «Молодой Папа» за роль папы Пия XIII (Ленни Белардо)                                            | |
| 2018 | 75-я      | • Кайл Маклахлен — «Твин Пикс» за роль Дейла Купера / Даги Джонса                                            | |
| 2018 | 75-я      | • Джеффри Раш — «Гений» за роль Альберта Эйнштейна                                                           | |
| 2019 | 76-я      | | • Даррен Крисс — «Убийство Джанни Версаче: Американская история преступлений» за роль Эндрю Кьюненена |
| 2019 | 76-я      | • Антонио Бандерас — «Гений» роль Пабло Пикассо                                                              | |
| 2019 | 76-я      | • Даниэль Брюль — «Алиенист» за роль доктора Ласло Крайцлера                                                 | |
| 2019 | 76-я      | • Хью Грант — «Очень английский скандал» за роль Джереми Торпа                                               | |
| 2019 | 76-я      | • Бенедикт Камбербэтч — «Патрик Мелроуз» за роль Патрика Мелроуза                                            | |
| 2020 | 77-я      | | • Рассел Кроу — «Самый громкий голос» за роль Роджера Айлза                                           |
| 2020 | 77-я      | • Саша Барон Коэн — «Шпион» за роль Эли Коэна                                                                | |
| 2020 | 77-я      | • Сэм Рокуэлл — «Фосси/Вердон» за роль Боба Фосси                                                            | |
| 2020 | 77-я      | • Джаред Харрис — «Чернобыль» за роль Валерия Легасова                                                       | |
| 2020 | 77-я      | • Кристофер Эбботт — «Уловка-22» за роль капитана Джона Йоссариана                                           | |

## 2021—2025
| Год  | Церемония | Фотографии лауреатов                                                            | Лауреаты и номинанты                                                       |
| ---- | --------- | ------------------------------------------------------------------------------- | -------------------------------------------------------------------------- |
| 2021 | 78-я      |                                                                                 | • Марк Руффало — «Я знаю, что это правда» за роли Доминика и Томаса Бёрдси |
| 2021 | 78-я      | • Хью Грант — «Отыграть назад» за роль Джонатана Фрейзера                       |                                                                            |
| 2021 | 78-я      | • Джефф Дэниелс — «Правило Коми» за роль Джеймса Коми                           |                                                                            |
| 2021 | 78-я      | • Брайан Крэнстон — «Ваша честь» за роль Майкла Десиато                         |                                                                            |
| 2021 | 78-я      | • Итан Хоук — «Птица доброго Господа» за роль Джона Брауна                      |                                                                            |
| 2022 | 79-я      |                                                                                 | • Майкл Китон — «Ломка» за роль доктора Сэмюэла Финникса                   |
| 2022 | 79-я      | • Оскар Айзек — «Сцены из супружеской жизни» за роль Джонатана Леви             |                                                                            |
| 2022 | 79-я      | • Пол Беттани — «Ванда/Вижн» за роль Вижна                                      |                                                                            |
| 2022 | 79-я      | • Юэн Макгрегор — «Холстон» за роль Холстона                                    |                                                                            |
| 2022 | 79-я      | • Тахар Рахим — «Змей» за роль Чарльза Собраджа                                 |                                                                            |
| 2023 | 80-я      |                                                                                 | • Эван Питерс — «Монстр: История Джеффри Дамера» за роль Джеффри Дамера    |
| 2023 | 80-я      | • Эндрю Гарфилд — «Под знаменем небес» за роль Джеба Пайра                      |                                                                            |
| 2023 | 80-я      | • Себастьян Стэн — «Пэм и Томми» за роль Томми Ли                               |                                                                            |
| 2023 | 80-я      | • Колин Фёрт — «Лестница» за роль Майкла Питерсона                              |                                                                            |
| 2023 | 80-я      | • Тэрон Эджертон — «Чёрная птица» за роль Джеймса Кина                          |                                                                            |
| 2024 | 81-я      |                                                                                 | • Стивен Ён — «Грызня» за роль Дэнни Чо                                    |
| 2024 | 81-я      | • Мэтт Бомер — «Попутчики» за роль Хоукинса Фуллера                             |                                                                            |
| 2024 | 81-я      | • Сэм Клафлин — «Дейзи Джонс и The Six» за роль Билли Данна                     |                                                                            |
| 2024 | 81-я      | • Дэвид Ойелоуо — «Законники: Басс Ривз» за роль Басса Ривза                    |                                                                            |
| 2024 | 81-я      | • Вуди Харрельсон — «Сантехники Белого дома» за роль Говарда Ханта              |                                                                            |
| 2024 | 81-я      | • Джон Хэмм — «Фарго» за роль Роя Тиллмана                                      |                                                                            |
| 2025 | 82-я      |                                                                                 | • Колин Фаррелл — «Пингвин» за роль Освальда «Оза» Кобба / Пингвина        |
| 2025 | 82-я      | • Ричард Гэдд — «Оленёнок» за роль Донни Данна                                  |                                                                            |
| 2025 | 82-я      | • Кевин Клайн — «Все совпадения неслучайны» за роль Стивена Бригстока           |                                                                            |
| 2025 | 82-я      | • Купер Кох — «Монстры: История Лайла и Эрика Менендес» за роль Эрика Менендеса |                                                                            |
| 2025 | 82-я      | • Юэн Макгрегор — «Джентльмен в Москве» за роль графа Александра Ростова        |                                                                            |
| 2025 | 82-я      | • Эндрю Скотт — «Рипли» за роль Тома Рипли                                      |                                                                            |